# کلیسای مقدس (دیزا)
' (ارمنی: [] Error: {{Lang}}: فاقد متن (راهنما)؛ ) یک کلیسا متعلق به کلیسای حواری ارمنی واقع در شهر [[]]،  جمهوری آذربایجان می‌باشد. ساخت و ساز این ساختمان در سال  میلادی؛ به پایان رسید. این بنا به سبک معماری ارمنی طراحی شده‌است.